# کارل (نام)
کارل (به آلمانی: Karl یا Carl) نامی‌است مردانه و صورت آلمانی نام‌های شارل در فرانسوی، چارلز در انگلیسی، کاروی در مجاری، کارلو در ایتالیایی، کارول در لهستانی، کارلوس در اسپانیایی و صورت‌های متعدد دیگر در دیگر زبان‌هاست. همچنین کارل (Karel)صورت این نام در زبان‌های هلندی، چکی و اسلوونیایی است. در سوئد نیز این نام با املای Carl مورد استفاده بوده و نامی محبوب است.

## سرشناسان
- کارل یکم (اتریش)
- کارل ارف
- کارل گوستاف شانزدهم (سوئد)
- شاهزاده کارل فیلیپ، دوک ورملند
- کارل فیلیپ امانوئل باخ
- کارل بارکس
- کارل بنز
- کارل بیلت
- کارل پوپر
- کارل دونیتس
- کارل زایس
- کارل فریدریش گاوس
- کارل جنکینسون
- کارل کریستیان فریدریش کراوزه
- کارل گوستاو یونگ
- کارل لوئیس
- کارل لینه
- کارل مارکس
- کارل منگر
- کارل هینک ماخا
- کارل چاپک
- کارل گوت

## منبع
- Behind The Name